# 島津忠済

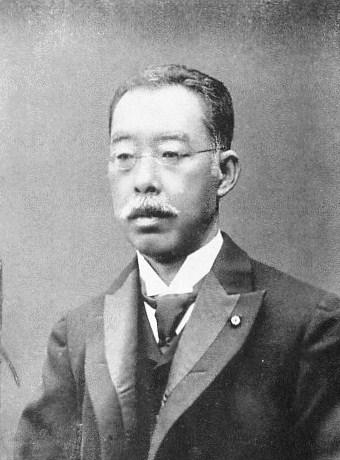
島津忠済

島津 忠済（しまづ ただなり、安政2年3月9日（1855年4月25日） - 大正4年（1915年）8月19日）は、明治時代の華族。玉里島津家第2代当主。位階・勲等・爵位は従一位勲一等公爵。幼名は真之助。諱は久済、のち忠済。

## 略歴
薩摩藩鹿児島生まれ。島津久光の七男。島津忠義の異母弟。母は側室の山崎武良子。
1888年（明治21年）1月25日、父の死去に伴い玉里島津家の家督を相続し、公爵を襲爵した。帝国議会開設に伴い1890年（明治23年）2月、貴族院公爵議員に就任。
宮内省宗秩寮審議官、麝香間祗候などを務めた。
アサガオの研究家としても知られた。

## 栄典
- 1884年（明治17年）10月10日 - 従五位[4]
- 1888年（明治21年）
  - 1月25日 - 正五位[5]
  - 1月26日 - 銀杯一個[6]
  - 6月22日 - 木杯一組[7]
- 1889年（明治22年）6月26日 - 従四位[8]
- 1891年（明治24年）
  - 6月16日 - 正四位[9]
  - 12月14日 - 木杯一組[10]
- 1893年（明治26年）
  - 1月20日 - 木杯一組[11]
  - 10月2日 - 木杯一個[12]
  - 10月18日 - 木杯一組[13]
- 1895年（明治28年）6月29日 - 従三位[14]
- 1897年（明治30年）6月1日 - 木杯一組[15]
- 1899年（明治32年）
  - 1月21日 - 木杯一組[16]
  - 6月30日 - 正三位[17]
- 1903年（明治36年）6月30日 - 従二位[18]
- 1906年（明治39年）4月1日 - 勲四等旭日小綬章[19]
- 1909年（明治42年）4月13日 - 木杯一組[20]
- 1910年（明治43年）3月16日 - 金杯一組[21]
- 1911年（明治44年）
  - 7月10日 - 正二位[22]
  - 10月28日 - 木杯一組[23]
- 1912年（大正元年）
  - 8月1日 - 韓国併合記念章[24]
  - 8月22日 - 銀杯一個[25]
- 1913年（大正2年）9月20日 - 銀杯一個[26]
- 1914年（大正3年）6月18日 - 勲三等瑞宝章[27]
- 1915年（大正4年）8月19日 - 従一位勲一等瑞宝章[28]

## 家族
- 妻：竹内田鶴子（竹内治則の次女、竹内惟忠の妹）[1]
  - 長女：薫子（小松輝久夫人）
  - 次女：肅子（島津康久夫人）
  - 長男：島津忠承
  - 次男：島津久大
  - 三女：量子（久邇邦久夫人）